# Lomas Blancas, Sinaloa
Lomas Blancas är en ort i Mexiko.   Den ligger i kommunen Mocorito och delstaten Sinaloa, i den västra delen av landet, 1 100 km nordväst om huvudstaden Mexico City. Lomas Blancas ligger 90 meter över havet och antalet invånare är 330.
Terrängen runt Lomas Blancas är platt åt sydväst, men åt nordost är den kuperad. Runt Lomas Blancas är det ganska glesbefolkat, med 23 invånare per kvadratkilometer. Närmaste större samhälle är Guamúchil, 15,3 km väster om Lomas Blancas. I omgivningarna runt Lomas Blancas växer huvudsakligen savannskog.